# Contea di Washington (Florida)
La contea di Washington (in inglese Washington County) è una contea della Florida, negli Stati Uniti. Il suo capoluogo amministrativo è Chipley. Appartiene alla cosiddette "Dry Counties", le contee dove vige il proibizionismo verso le bevande alcoliche.

## Geografia fisica
La contea ha un'area di 1.595 km² di cui il 5,82% è coperta d'acqua. Confina con:
- Contea di Holmes - nord
- Contea di Jackson - nord-est
- Contea di Bay - sud
- Contea di Walton - ovest

## Storia
La Contea di Washington venne creata nel 1825 ed era grande quasi il doppio dello Stato del Delaware estendendosi fino al Golfo del Messico. Dopo un secolo di divisioni territoriali delle contee adesso di ritrova un territorio di 382.000 acri di colline coperte da boschi nella Florida del nord-ovest.
Fu chiamata così per George Washington, primo presidente degli USA. L'area fu occupata all'inizio da coloni che cercavano la libertà sia economica che politica in questa zona di frontiera ricca di risorse minerali. I trasporti via acqua nell'interno favorirono la creazioni di centri fluviali. Il conseguente arrivo delle linee ferroviarie diede il via allo sviluppo economico, politico e sociale.
La sede centrale della contea era situata a Vernon fino alla prima parte del secolo XX finché una città dotata di ferrovia nel nord-est, Chipley, divenne il nuovo capoluogo nel 1927.

## Città principali
- Chipley
- Vernon
- Montesano

## Politica
| Anno | Repubblicani | Democratici | Altri |
| ---- | ------------ | ----------- | ----- |
| 2004 | 71,1%        | 28,1%       | 0,8%  |
| 2000 | 62,2%        | 34,9%       | 2,9%  |
| 1996 | 44,8%        | 38,1%       | 17,1% |
| 1992 | 46,9%        | 32,3%       | 20,8% |
| 1988 | 66,6%        | 32,7%       | 0,7%  |